# Giangiacomo Borghese
Giangiacomo Borghese, né le 25 juillet 1889 à Rome et mort le 28 septembre 1954 à Palerme, est un homme politique italien. Il a été gouverneur de Rome d'août 1939 à juillet 1943.

## Biographie
Giangiacomo Borghese obtient un diplôme d'ingénieur et part travailler à Londres. Il participe à la Première Guerre mondiale en tant qu'officier du génie. Après la guerre il s'engage dans un mouvement nationaliste et participe à Milan à des actions contre des militants socialistes. Il adhère au parti national fasciste puis il fonde des associations d'anciens combattants à Rome. Il est un des dirigeants de l'Union fasciste pour la famille nombreuse. Il est gouverneur de Rome du 30 août 1939 au 25 juillet 1943.
Comme les gouverneurs précédents, il participe aux grands travaux d'urbanisme de la ville sur la base du plan régulateur adopté par le régime fasciste en 1931 pour la capitale italienne. Après la chute du régime il se retire de la vie politique.

## Source
- I sindaci capitolini - Gian Giacomo Borghese sur www.mediatecaroma.it